# Giovanni Bovio

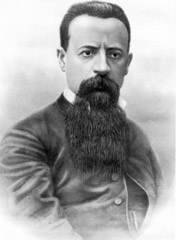
Giovanni Bovio

Giovanni Bovio (* 6. Februar 1837 in Trani; † 15. April 1903 in Neapel) war ein italienischer Philosoph und Politiker der Partito Repubblicano Italiano.

## Leben
Giovanni Bovio studierte Rechtswissenschaften, habilitierte sich in Neapel als Privatdozent für Rechtsphilosophie und wurde dort  1879 zum außerordentlichen und 1892 zum ordentlichen Professor ernannt. Seit 1876 gehörte er der Abgeordnetenkammer des Parlaments des Königreichs Italien an, wo er sich durch seine radikalen Ansichten und Beredsamkeit bemerkbar machte. Während er sich einerseits der Irredenta anschloss, deren Vizepräsident er wurde, griff er Papst und Kirche heftig an und erregte selbst bei den Linken Anstoß. An den Agitationen für das allgemeine Stimmrecht und für die Abschaffung der Garantiegesetze nahm er großen Anteil. Er veröffentlichte mehrere geschätzte juristische Werke. Am bekanntesten ist die geistvolle Schrift Uomini e tempi (Neapel 1879), die mit Unparteilichkeit und Schärfe die politischen Zustände Italiens beleuchtete.

## Werke
- Corso di scienza del diritto, 1877
- Saggio critico del diritto penale e del fondamento etico, 2. Auflage, Neapel 1877
- Sistema di filosofia
- Scritti litterari
- Schema del naturalismo matematico
- Discorsi politici
- Uomini e tempi, Neapel 1879
- Scritti filosofici e politici, 1883
- Sommario della storia dell’diritto in Italia, 1884
- Giordano Bruno, 1887
- Filosofia del diritto, 4. Aufl. 1894
- Il genio, Mailand 1899
- Il naturalismo, 1903